# Удянский сельский совет
Удянский сельсовет — упразднённый сельсовет, входивший в состав Золочевского района Харьковской области Украины. Административный центр сельского совета находился в селе Уды.

## История
Удянский сельсовет был образован в 1920-е годы. С марта 1923 года — в составе Золочевского района Богодуховского округа (затем, после его упразднения, Ахтырского округа), с февраля 1932 года — в Харьковской области Украинской ССР.
17 июля 2020 года в рамках административно-территориальной реформы по новому делению Харьковской области Удянский сельсовет, как и весь Золочевский район, был упразднён; входящие в него населённые пункты и его территории присоединены к территориальной общине Богодуховского района.

## Населённые пункты совета
- село Уды
- село Константиновка
- село Окоп
- село Червоная Заря